# Punia (territoire)
Le territoire de Punia est une entité administrative déconcentrée de la province du Maniema en république démocratique du Congo.

## Subdivisions
Le territoire est constitué d'une commune et de trois secteurs :
| Subdivision    | Statut  | Chef-lieu |
| -------------- | ------- | --------- |
| Punia          | Commune |           |
| Babira-Bakwame | Secteur | Kasese    |
| Baleka         | Secteur | Yumbi     |
| Ulindi         | Secteur | Ferekeni  |

## Population
La composition ethnique d’autochtone du territoire comprend les Kumu, Bira, Kwame, Songola, Genia, Kusu Arabise et des immigrés de toutes les tribus qui constituent l'ancien Kivu.
La langue Swahili est parlée partout, accompagnée par les dialectes locaux dont le Kikumu, le Kisongola et le Kibira-Kwame qui est très parlé par les terriens autochtones.

## La Réserve de gorilles
Créée  le 2 septembre 2002, sous l'initiatives des Chefs coutumiers, propriétaires terriens, élites intellectuels et notables du secteur des BABIRA-BAKWAME, dans un espace couvrant trois groupements dont BANAMEA, BANAMUKULUMANYA et BABONGENA  vit une grande communauté des gorilles de Grauer (Gorilla beringei graueri) en dehors des aires protégées. Dans le souci de protéger ces espèces en voie de disparition, la population locale a mis sur pied cette réserve communautaire de gorilles gérée par une association sans but lucratif dénommée Réserve des gorilles de Punia (RGPU).

### Objectifs de la RGPU
Objectifs globaux
- Protéger les espèces animales en voie d’extinction (gorilles, chimpanzés, etc.) et la biodiversité de son rayon d’action ;
- Promouvoir le développement communautaire de la communauté locale environnant la réserve en particulier et celui du territoire de Punia en général ;
- Promouvoir la recherche Scientifique et le tourisme ;
- Introduire la notion de conservation dans la mentalité de la population à travers les activités spécifiques de la sensibilisation et éducation mésologique dans tout le rayon de la Réserve ;
- Assurer la gestion participative en impliquant la population locale pour les activités de la conservation de la nature.

Objectifs spécifiques
- Conserver et protéger les espèces fauniques et Floristiques, protégées par la loi congolaise ;
- Assurer le développement socio-économique des entités respectives ;
- Faire une gestion rationnelle du patrimoine ancestral (la terre) ;
- Aménager la réserve ;
- Créer un site touristique pour l’auto- financement.

### Valeurs de la RGPU
La Réserve de gorilles de Punia est un espace de la biosphère tropicale très riche et diversifiée en espèces fauniques et floristiques non seulement vivants en dehors des zones de la protection intégrale des parcs nationaux mais que la loi congolaise aussi en fait restriction.  
Ainsi, le choix de cette étendue pour y ériger cette réserve naturelle à gestion communautaire est motivée  par une originalité irréfutable justifiée par :
- La présence d’une communauté locale traditionnelle conservationniste et prête pour la promotion de la conservation communautaire ;
- La présence endémique de l’espèce Gorille de l’Est[2] « Gorilla beringei » et d’autres primates (Chimpanzés, Babouins) ;
- L’existence d’une forêt dense intacte hébergeant les buffles, les éléphants de forêt, bref d’innombrables mammifères ;
- la présence d’une grande forêt primaire contribuant à la diminution du taux de dioxyde de carbone causant le réchauffement de la planète ;
- l’existence des certaines chutes d’eau de grande valeur pouvant servir dans des projets d’hydro-électricité (Chute Okingo) ;
- Des sites culturels de cérémonies traditionnelles d’intronisation des bwamis, d’aumônes aux ancêtres et d’initiation des jeunes circoncis ;
- De grandes rivières jonchées de toute sorte d’espèces aquatiques (poissons électriques ; crustacés ; crocodiles ; crevettes, etc.) ;
- On décèle aussi la présence d’importants gisements et flattes des minerais exploités artisanalement par la population locale et celle venant d’autres cieux (or, cassitérite, coltan, diamant, wolframite, Tourmaline, etc.) ;
- La présence des eaux salines, eau thermale et lieu abreuvoir (PK 43, Bokwa, Idjobelo...) ;
- On retrouve aussi les grottes dans la réserve et les lieux sacrés qui pourront servir pour les activités touristiques (grotte de Kampulu (Kamanyola), Lupupa...)
- L’escarpement de Lokolia et une chaine de montagne de Lupupa et Mupengepenge ;
- Lieu d’extraction de terre cimentes et gisement de Kaolin de différentes couleurs (gisement de Beleme).

### Description géographique
La Réserve de gorilles de Punia couvre une superficie provisoire de 441,000 ha, ayant des limites naturelles formées par de grandes rivières, elle est limitée avec les réserves avoisinantes du corridor Ugadec : au Nord par la rivière Lowa qui la sépare avec la Regouwa et la Regomuki. À l’Est la rivière Kyasa la sépare avec la Cocrefoba, ; au Sud, elle est à la limite du Parc national de Kahuzi-Biega et du territoire de Shabunda par les rivières Lugulu, Nyamilenge et Ezeza. 
Caractérisée par un vaste plateau à l’Ouest qui prolonge jusqu’à la cuvette centrale, la RGPU a une altitude qui varie entre 500 et 1 800 m. L’altitude accroît progressivement lorsqu’on s’oriente vers la bande Est.
Située  dans la  zone  équatoriale, la RGPU connaît  une  chaleur  permanente  dont la température moyenne est de 28 °C. Cette température est tributaire de l’altitude, au fur et à mesure on se dirige vers l’Est la température diminue. Les pluies sont régulières et abondantes avec une forte pluviométrie en avril, mai et septembre, octobre.

### Écologie
La RGPU regorge une diversité biologique considérable, caractérisée par des potentialités énormes d’intérêt national et international. La majeure partie de cette réserve est couverte de forets primaires denses, de terre ferme dont la composition et la structure est fonction de la variabilité d’altitude. Exemple des forets de basse altitude de l’ouest de Kasese, constituées de vastes plateaux variant entre 500 et 1 000 m, la prédominance d’espèces floristiques : Gilbertiodendron dewevrei, Palisota ambigua, Albizia gummifera, Uapaca guineensis. 
La flore abrite une faune caractéristique, constituée d’innombrables espèces phares, des primates dont les gorilles de plaine de l’Est (Gorilla beringei graueri) dans les montagnes et les collines des secteurs Momi, Mungusungusu, Boseseli, Mooma, Ondonganane, Makoba, Kinjinji, Ndoni, Katulu, Milende, Kamibale, Lupupa, Lokolia et les chimpanzés (Pan troglodytes schweinfurthii) repartis çà et là dans une grande partie de la Réserve. 
Il y a aussi d’autres grands mammifères tels que l’éléphant de forêt (Loxodota africana cyclotis) localisés dans les montagnes de Banyoli, Nkumwa, Kalukangala et dans les collines de Bangate, Kalikiti et des sources salines souvent fréquentées par les buffles de forêts (Syncerus caffer nanus) et aux lisières des collines près de Belonga, Kalemalema, Makoba, Idjobelo et dans des vallées le long de la rivière Oku.
Ces mêmes vallées et d’autres parfois inondées et marécageuses sont préférées par les potamochères (Potamochoerus porcus), les chevrotins aquatiques (Hyemoschus aquaticus) et les Patamogales velox qui sont identifiés le long des cours d’eau et rivières Boseseli, Iselie, Mukungu, Aka, Ona, Mbiaye, Sinsibi, Momi, Ngoma, Kindjindji et Mikele.
D’autres espèces telles que léopard (Panthera pardus), l’oryctérope (Orycteropus afer), le pangolin géant (Smutsia gigantea), les céphalophes (Cephalophus monticola, C. dorsalis, C. silvicultor), des antilopes (Neotragus batesi), de petits carnivores et des rongeurs (Atherurus africanus, Cricetomys emini) sont aussi identifiées çà et là dans la Réserve.
À part ces potentialités, la réserve est traversée par des grandes rivières riches en poissons et qui abritent des crocodiles du Nil (Crocodilus niloticus) et autres carnivores aquatiques.